# Ершовая (река, впадает в Тухэмтор)
Ершовая — река в России, протекает по Каргасокскому району Томской области. Берёт начало в болоте Куланиаыйкуй, течёт на северо-запад. По берегам реки произрастают берёзы, осины и сосны. Впадает в озеро Тухэмтор, из которого вытекает река Тухсигат. Длина реки составляет 10 км.

## Данные водного реестра
По данным государственного водного реестра России относится к Верхнеобскому бассейновому округу, водохозяйственный участок реки — Васюган, речной подбассейн реки — Васюган. Речной бассейн реки — (Верхняя) Обь до впадения Иртыша.
Код объекта в государственном водном реестре — 13010800112115200031796.